# Strange Days – A halál napja
A Strange Days – A Halál napja (eredeti cím: Strange Days) egy 1995-ös amerikai, cyberpunk alapokon nyugvó, film noir, Kathryn Bigelow rendezésében. Főszereplői Ralph Fiennes, Angela Bassett, Juliette Lewis, Tom Sizemore és Michael Wincott.
1999. december 31., Los Angeles. Az ezredforduló előestéje. A század utolsó óráiban világszerte nő a feszültség: az emberiség várja, hogy az óra mikor ugrik át a három nullára. A világvége ez, vagy egy új világ kezdete? Egy virtuális valóságban járunk, ahol az „ez van” unalmát a „mi volna, ha” izgalma helyettesíti. A kábítószert sokkal izgalmasabb gyönyörforrások váltják ki. Az egyenesen az agykéregből közvetítő transzháló olyan, mint a tévé, csak jobb. Egy darab a maga brutális valóságában valaki másnak az életéből. Mintha veled történne. Benne vagy. Látod. Hallod. És érzed is. Akárcsak Lenny Nero, a lecsúszott high-tech-drog dealer, aki félórás emberi élményklipekkel kereskedik. Egyetlen tabut ismer: nem ad el halál-klipeket. Mégis borzalmas dologba keveredett: véletlenül megnézte – azaz átélte – egy gyilkos klipjét, amit az a tett elkövetésekor rögzített. Ha a nepper nem menti életét, a titokzatos erők vele is végeznek.

## Szereposztás
| Szerep                | Színész           | Magyar hang           |
| --------------------- | ----------------- | --------------------- |
| Lenny Nero            | Ralph Fiennes     | Viczián Ottó          |
| Lornette 'Mace' Mason | Angela Bassett    | Kocsis Mariann        |
| Faith Justin          | Juliette Lewis    | Balázs Ági            |
| Max Peltier           | Tom Sizemore      | Haás Vander Péter     |
| Philo Gant            | Michael Wincott   | Bede-Fazekas Szabolcs |
| Burton Steckler       | Vincent D’Onofrio | Balázsi Gyula         |
| Jeriko One            | Glenn Plummer     | Incze József          |
| Dwayne Engelman       | William Fichtner  | Rosta Sándor          |
| Iris                  | Brigitte Bako     | Antal Olga            |
| Palmer Strickland     | Josef Sommer      | Szokolay Ottó         |
| Tick                  | Richard Edson     | Imre István           |
| Keith                 | Joe Urla          | Orosz István          |

## Filmzene
1. Skunk Anansie – "Selling Jesus"
2. Lords of Acid – "The Real Thing"
3. Tricky – "Overcome"
4. Deep Forest – "Coral Lounge"
5. Strange Fruit – "No White Clouds"
6. Juliette Lewis – "Hardly Wait"
7. Me Phi Me/Jeriko One – "Here We Come"
8. Skunk Anansie – "Feed"
9. Prong/Ray Manzarek – "Strange Days"
10. Satchel – "Walk In Freedom"
11. Kate Gibson – "Dance Me to the End of Love"
12. Lori Carson/Graeme Revell – "Fall in the Light"
13. Deep Forest feat. Peter Gabriel – "While the Earth Sleeps"

## Kritikai fogadtatás
A film kritikai fogadtatása elfogadhatónak mondható, a kritikusok több mint fele pozitívan ítélte meg. A filmek kritikáit összegyűjtő Rotten Tomatoes oldalán, a film 58%-os pozitív kritikai visszhangnak örvend. 36 kritikustól 21 pozitív, 15 negatív kritika jelent meg.

## Bemutatók és megjelenések
A filmet legelőször 1995 szeptemberében mutatták be a Velencei Nemzetközi Filmfesztiválon. Az Egyesült Államokban 1995. október 7-én, New York-ban limitáltan (1 mozivásznon), 1995. október 13-án, ország szerte széles körben (1691 mozivásznon) mutatták be. A film a 8. helyen nyitott 3 656 012 dollár nyitóbevétellel (azon a hétvégén a Hetedik című film került az első helyre). Magyarországon 1996. április 25-től vetítették a mozik. Az Egyesült Államokban 1998. május 5-én VHS-en, 2002. május 21-én DVD-n került bolti forgalmazásba. 2009. augusztus 21-én adták ki a filmet blu-ray-en . Magyarországon 2008. május 13-án jelent meg DVD-n a Budapest film gondozásában.

## Érdekességek
- A filmet 1995-ben forgatták. Lenny Nero (Ralph Fiennes) autója egy 1997-ben forgalomba került Mercedes-Benz S500. Ez úgy lehetséges, hogy a gyártó kölcsönadta a forgatásra az egyik prototípust.[4]
- A filmben látható, agykéregből közvetítő transzháló készülék, valójában egy Sony MiniDisc lejátszó.
- A filmben két rendőr lelő egy fekete rappert. A forgatókönyvíróknak (James Cameron és Jay Cocks) ezt a szálat a Rodney King ügy inspirálta.
- A Los Angeles-i Rendőrkapitány karakterét, Stricklandet, a valódi Los Angeles-i Rendőrség (LAPD) kapitányáról, Daryl Gatesről mintázták.
- A film a címét a The Doors Strange Days című albumáról kapta, aminek egyik dala hallható a filmben is.
- A Skunk Anansie nevű együttes két száma is hallható a filmzenében, és a filmben is látszik az együttes néhány másodpercig, miközben koncerteznek.
- Juliette Lewis egy énekesnőt alakít a filmben, és saját számát (Hardly Wait) is előadja az egyik jelenetben. Ezt a számot PJ Harvey írta.
- Eredetileg Andy Garciát akarták a főszerepre, de ő nem vállalta.
- A filmben hallható párbeszédben Mace (Angela Bassett) azt mondja "Right here, right now". Fatboy Slim, Right Here, Right Now című számához, Angela Bassett filmben hallható mondatát használta fel.